# Lewon Ištoyan
Lewon Harowt’yowni Ištoyan (in armeno Լևոն Հարությունի Իշտոյան?, in russo Левон Арутюнович Иштоян?, Levon Arutjunovič Ištojan; Leninakan, 3 settembre 1947) è un ex calciatore sovietico dal 1991 armeno, di ruolo attaccante.

## Statistiche

### Cronologia presenze e reti in Nazionale
| Cronologia completa delle presenze e delle reti in nazionale ― Unione Sovietica | Cronologia completa delle presenze e delle reti in nazionale ― Unione Sovietica | Cronologia completa delle presenze e delle reti in nazionale ― Unione Sovietica | Cronologia completa delle presenze e delle reti in nazionale ― Unione Sovietica | Cronologia completa delle presenze e delle reti in nazionale ― Unione Sovietica | Cronologia completa delle presenze e delle reti in nazionale ― Unione Sovietica | Cronologia completa delle presenze e delle reti in nazionale ― Unione Sovietica | Cronologia completa delle presenze e delle reti in nazionale ― Unione Sovietica |
| Data                                                                            | Città                                                                           | In casa                                                                         | Risultato                                                                       | Ospiti                                                                          | Competizione                                                                    | Reti                                                                            | Note                                                                            |
| ------------------------------------------------------------------------------- | ------------------------------------------------------------------------------- | ------------------------------------------------------------------------------- | ------------------------------------------------------------------------------- | ------------------------------------------------------------------------------- | ------------------------------------------------------------------------------- | ------------------------------------------------------------------------------- | ------------------------------------------------------------------------------- |
| 18-9-1971                                                                       | Mosca                                                                           | Unione Sovietica                                                                | 5 – 0                                                                           | India                                                                           | Amichevole                                                                      | -                                                                               | 46’                                                                             |
| 22-9-1971                                                                       | Mosca                                                                           | Unione Sovietica                                                                | 1 – 0                                                                           | Irlanda del Nord                                                                | Qual. Euro 1972                                                                 | -                                                                               | 74’                                                                             |
| 13-10-1971                                                                      | Belfast                                                                         | Irlanda del Nord                                                                | 1 – 1                                                                           | Unione Sovietica                                                                | Qual. Euro 1972                                                                 | -                                                                               | 60’                                                                             |
| 27-10-1971                                                                      | Siviglia                                                                        | Spagna                                                                          | 0 – 0                                                                           | Unione Sovietica                                                                | Qual. Euro 1972                                                                 | -                                                                               | 62’                                                                             |
| 29-3-1972                                                                       | Sofia                                                                           | Bulgaria                                                                        | 1 – 1                                                                           | Unione Sovietica                                                                | Amichevole                                                                      | -                                                                               | 67’                                                                             |
| 19-4-1972                                                                       | Kiev                                                                            | Unione Sovietica                                                                | 2 – 0                                                                           | Perù                                                                            | Amichevole                                                                      | -                                                                               | 59’                                                                             |
| 13-10-1972                                                                      | Parigi                                                                          | Francia                                                                         | 1 – 0                                                                           | Unione Sovietica                                                                | Qual. Mondiali 1974                                                             | -                                                                               | 57’                                                                             |
| 17-4-1974                                                                       | Zenica                                                                          | Jugoslavia                                                                      | 0 – 1                                                                           | Unione Sovietica                                                                | Amichevole                                                                      | -                                                                               | 46’                                                                             |
| Totale                                                                          |                                                                                 | Presenze                                                                        | 8                                                                               |                                                                                 | Reti                                                                            | 0                                                                               |                                                                                 |

## Palmarès

### Club
- Campionato sovietico: 1

Ararat: 1973
- Kubok SSSR: 2

Ararat: 1973, 1975